# Двинцы
«Дви́нцы» — название, закрепившееся за восставшими в 1917 году фронтовыми солдатами 5-й армии Северного фронта, которые впоследствии приняли активное участие в Октябрьском вооружённом восстании в Москве (1917).

## История
17 июня 1917 года «Двинцы» приняли резолюцию против войны и потребовали передачи власти Советам. Начались братания с немецкими солдатами и отказы от военных занятий. Для приведения к повиновению были окружены казаками и по спискам, составленным офицерами, арестованы. Арестовано и заключено в Двинскую крепость в городе Двинск (ныне Даугавпилс) было более 800 человек.
В начале сентября 869 солдат-«двинцев» были переведены из Двинска в Москву в  Бутырскую тюрьму.

### В Москве
Проведя более недели в Бутырской тюрьме и не видя никаких действий со стороны властей группа солдат разослала письма на крупные предприятия Москвы и в газету «Социал-демократ».

Находимся в Москве в Бутырках день, неделю, другую. От нас отказались, как видно, все: и Московский Совет, и полковник Рябцев, командующий Московским военным округом, и по слухам, дошедшим до нас, сбежала наша следственная комиссия. Солдаты-двинцы начали волноваться: пусть судят, ссылают или освобождают нас из тюрьмы. Тогда мы с […] солдатами, работавшими до войны в Москве, решили разослать письма на заводы и фабрики, трамвайные парки, какие мы знали. Завербовав на свою сторону надзирателей, мы отправляли через них на почту письма и доставали «Социал-демократ». Писали непосредственно на предприятия и через редакцию этой газеты: на Мещеринскую фабрику и бывшую Фридриха Байера […], на завод Бромлей, Прохоровскую [фабрику], Золоторожский [трамвайный] парк и другие.

На девятый день после прибытия, инициативная группа солдат решила объявить голодовку без применения силы. Большинство арестованных солдат приняли участие в голодовке. На первый день отказались от горячего, на второй — от хлеба и на третий — от кипятка. На четвёртый день из одного корпуса пять человек настолько ослабели, что их забрали в госпиталь.
После этих действий Моссовет создал специальную комиссию из 5 человек.
22 сентября (5 октября) в результате массовых протестов «двинцы» были освобождены и размещены в военных госпиталях — Савёловском и Озерковском (Озерковская набережная, 42).

#### Октябрьские бои в Москве
В отряде «двинцев» была создана самостоятельная большевистская организация. Они избрали свой штаб, были назначены командиры рот и взводов.
К вечеру 27 октября 1917 года две-три сотни «двинцев» были едва ли не единственной опорой Московского ВРК большевиков.
27 октября (9 ноября) «двинцы» получили приказ  МВРК прибыть для охраны Моссовета.
Отряд из Савёловского госпиталя прибыл во второй половине дня.
А из Замоскворечья 4 взвода (~ 150 чел.) под командой  Сапунова Е. Н. выступили к Моссовету только вечером. На Красной площади им преградил путь отряд офицеров и юнкеров (~ 300 чел.). Произошёл первый бой за установление Советской власти в Москве. Погибли или были ранены 45 солдат. Остальные пробились к Моссовету.
После этого боя в Москве началось семидневное сражение.
«Двинцы» участвовали в боях за гостиницу  «Метрополь», Страстной монастырь,  Тверскую улицу.
7 двинцев, погибших в первом бою (Сапунов Е. Н., Воронов А. П.,  Скворцов Г. А., Тимофеев А. Т., Запорожец А. П., Назаров И. А., Усольцев М. Т.), и шесть (Трунов Н. Р., Гавриков Я. В., Владимиров С. В., Инюшев А. А., Неделкин Т. Ф.,Тимофеев Г.) погибших позже, похоронили у  Кремлёвской стены.
О некоторых двинцах известно очень мало, так, например, известно только, что:
- Владимиров Степан Владимирович — подпрапорщик 642-го Стерлитамакского полка.
- Неделкин Тимофей Фёдорович — солдат 15-го Особого полка.
- Тимофеев Гавриил — солдат 1-го Невского полка.

## Память
В 1962 году улица Резекнес (с 1991 — Стацияс (Вокзальная)) в Даугавпилсе была переименована в улицу Двинцев (латыш. Dvincu iela). На этой улице около центрального железнодорожного вокзала в 1967 году в честь 50-летия Октябрьской революции «двинцам» был установлен памятник (стела).
Именем «двинцев» в 1967 году в Москве названа улица в районе Сущёвского Вала и недалеко от Бутырской тюрьмы.